# Vereniging Watersport De Twee Provinciën
De Vereniging Watersport De Twee Provinciën (VW DTP) is een watersportvereniging gelegen aan het Paterswoldsemeer in Haren, op de grens van Groningen en Drenthe. De vereniging is aangesloten bij het Koninklijk Nederlands Watersport Verbond en telt ongeveer 800 leden, met 200 actieve wedstrijdzeilers, tot 300 tot 400 recreatiezeilers. De overige leden zijn geen actieve zeilers, maar wel actief verbonden bij de vereniging.
De vereniging beschikt over een eigen terrein met ligplaatsen op zowel in het water als op de wal. Er zijn twee trailerhellingen en twee kranen aanwezig. Het is als lid mogelijk om hier een ligplaats te huren.

## Geschiedenis
De vereniging is opgericht als zeilvereniging De Twee Provinciën op 3 juli 1911 door zeventien zeilers van het Paterswoldsemeer. In 1912 heeft de zeilvereniging zich aangesloten bij de door Jan Evert Scholten opgerichte Vereeniging Watersport Paterswolde. In 1974 fuseerden beide verenigingen zich tot de Vereniging Watersport de Twee Provinciën of afgekort VWDTP.

### Honderdjarig bestaan
Ter ere van het 100-jarig bestaan van de VWDTP werd in 2011 het boek Op eigen kiel uitgebracht. Het boek beschrijft de uitgebreide geschiedenis van de vereniging en verscheidene anekdotes. Op 3 juli 2011 kwam koningin Beatrix op bezoek bij de VWDTP ter ere van het jubileum van de vereniging, waarbij ze een vlootschouw uitvoerde.

## Sociëteit het Clubhuis
De huidige sociëteit van de VWDTP (het Clubhuis) is in 1917 gebouwd in opdracht van Jan Evert Scholten. Het pand werd ontworpen door de architect Jan Kuiler. De bouw kostte destijds 40.000 gulden. Na 1945 trad het verval van het gebouw in. Echter werd er in eind jaren '70 groot onderhoud gepleegd en in 1984 werd het onderhoud afgerond. In 2004 is er additioneel onderhoud gepleegd om het gebouw te herstellen naar de originele staat en tevens zaalverhuur mogelijk te maken.